# Eupithecia viidaleppi
Eupithecia jezonica là một loài bướm đêm trong họ Geometridae.